# کریستوفر گارد
کریستوفر گارد (انگلیسی: Christopher Guard؛ زادهٔ ۵ دسامبر ۱۹۵۳) یک هنرپیشه اهل انگلستان است.

## گزیده فیلمشناسی
از فیلم‌ها یا برنامه‌های تلویزیونی که وی در آن نقش داشته‌است می‌توان به آثار زیر اشاره کرد.
- ۱۹۶۷ - آرزوهای بزرگ - پیپ جوان
- ۱۹۷۷ - ارتش سری - پیتر رامزی
- ۱۹۷۸ - ارباب حلقه‌ها (فیلم ۱۹۷۸) - فرودو
- ۱۹۷۸ - بینوایان (فیلم ۱۹۷۸) - ماریوس
- ۱۹۸۶ - حماقت مرد مرده (فیلم) - آلک لگ